# Вогези (планине)
Вогези (Француски:  ( слушај);  ) низ су громадних планина у источној Француској, близу границе са Немачком. Заједно са Палатинском шумом на северу формирају јединствену геоморфолошку јединицу и низински планински ланац од око 8.000 km². 
Највиши врх је Гранд Балон, на 1.424 метара.

## Географија
Географски гледано, планине Вогези у потпуности се простиру у Француској, високо изнад пролаза „Саверн”, који их одваја од Палатинске шуме у Немачкој. Геолошка структура Палатинске шуме подудара се са структуром Вогеза, али, по традицији, добила је другачији назив из историјских и политичких разлога.  Од 1871. до 1918. Вогези су ,највећим делом, представљали границу између Немачке и Француске, због француско-пруског рата. 
Издужени масив Вогеза подељен је од југа према северу на три дела:
- Виши или Високи Вогези[2] протежу се у јужном делу планинског венца, од Белфорта до долине реке Бриш. Заобљени врхови Високих Вогеза у свом француском називу имају реч „Ballon”, која се дословно преводи као „балон“.

- Пешчaрни или Средњи Вогези[2] (50 km, 31 миља), између пермског басена Сeн-Дјеа (укључујући девонско-динантски вулкански масив Schirmeck-Moyenmoutier) и пролаза Саверна.

- Нижи или Ниски Вогези[2] (48 km, 30 миља), представљени пешчарним платоом у распону од 300 (1.000 стопа) до 560 m (1.850 стопа) висине,[3] простиру се између пролаза Саверна и извора Лутера.

Термин „Централни Вогези“ такође се користи за означавање различитих низова врхова, посебно оних изнад 1 000 m (3.300 стопа) надморске висинe. Француски департман Вогези добио је назив по планинском венцу.